# Thomas Dähne
Thomas Dähne (Oberaudorf, 4 gennaio 1994) è un calciatore tedesco, portiere del Monaco 1860.

## Carriera

### Club
Il 1º gennaio 2018 viene acquistato a titolo definitivo dalla squadra polacca del Wisła Płock.